# Maia Biginelli
Maia Biginelli (Roma, 9 giugno 2003) è una tuffatrice italiana.

## Biografia
Ha fatto parte della nazionale italiana giovanile dalla stagione 2016/2017. Ai suoi primi Campionati Europei Giovanili a Bergen 2017 vince la medaglia di bronzo nel Jump-event. Nel 2018 ai Campionati Europei Giovanili di Helsinki è Campionessa Europea nella piattaforma 10 metri e medaglia d'argento nei tuffi sincronizzati sempre dalla piattaforma. Nello stesso anno arriva quarta, a pochi centesimi dal podio, ai Campionati Mondiali Giovanili di Kiev 2018 dalla piattaforma 10 metri e ancora quarta nei tuffi sincronizzati dalla piattaforma. Nel 2019 ai Campionati Europei Giovanili di Kazan vince il bronzo nei tuffi sincronizzati dalla piattaforma e nello stesso anno guadagna la sua prima convocazione nella Nazionale maggiore. Nel 2021 ai suoi ultimi Campionati Europei Giovanili, a Rijeka, guadagna altre due medaglie d'argento dalla piattaforma, sia individuale che sincronizzati. E ancora una medaglia di bronzo ai Campionati Mondiali Giovanili di Kiev nei sincronizzati dalla piattaforma.
Ha rappresentato la nazionale italiana per la prima volta ai Campionati europei di tuffi di Kiev 2019, dove si è classificata sesta nel concorso a squadre mista con i connazionali Andreas Sargent Larsen, Riccardo Giovannini e Sarah Jodoin Di Maria. È allenata da Fabrizio De Angelis e Francesco Dell'Uomo.
Ai campionati europei di nuoto di Budapest 2020, disputati alla Duna Aréna nel maggio 2021, si è classificata al quinto posto nel sincro 10 metri misti con Riccardo Giovannini e al sesto nel sincro 10 metri con Elettra Neroni.
Ai campionati europei di nuoto di Roma 2022, disputati al Foro Italico dal 15 al 21 agosto 2022, ha guadagnato la sua prima finale europea individuale, piazzandosi al decimo posto nella piattaforma 10 metri e al quarto posto nel sincro 10 metri.
Al campionato del Mondo di Doha 2024 ottiene il diritto di partecipare ai XXXIII Giochi Olimpici Parigi 2024, grazie alla qualificazione alla semifinale.

## Palmarès
| Anno | Manifestazione    | Sede     | Evento            | Risultato | Prestazione | Note |
| ---- | ----------------- | -------- | ----------------- | --------- | ----------- | ---- |
| 2019 | Europei di tuffi  | Kiev     | Squadra mista     | 7º        | 292,10 p.   |      |
| 2021 | Europei di nuoto  | Budapest | Sincro 10 m       | 6º        | 252,12 p.   |      |
| 2021 | Europei di nuoto  | Budapest | Sincro 10 m misti | 5º        | 273,18 p.   |      |
| 2022 | Mondiali di tuffi | Budapest | piattaforma 10 m  | 23°       |             |      |
| 2022 | Europei di tuffi  | Roma     | piattaforma 10 m  | 10°       | 260,80 p.   |      |
| 2022 | Europei di tuffi  | Roma     | sincro 10 m       | 4°        |             |      |
| 2023 | Mondiali di tuffi | Fukuoka  | piattaforma 10 m  | 15°       | 289,75 p.   |      |
| 2023 | European games    | Cracovia | piattaforma 10 m  | 10°       |             |      |
| 2023 | European games    | Cracovia | Sincro 10 m       | 4°        |             |      |
| 2024 | Mondiali di tuffi | Doha     | piattaforma 10 m  | 18°       | 263,25 p.   |      |

### Giovanili
- Europei giovanili

Bergen 2017: bronzo nel Jump-event
Helsinki 2018: oro nella piattaforma ragazze; argento nella piattaforma sincro;
Kazan 2019: bronzo nella piattaforma sincro
Rijeka 2021: argento nella piattaforma juniores: argento nella piattaforma sincro
- Mondiali giovanili

Kiev 2018: 4º posto nella piattaforma 10 m; 4º posto nella piattaforma sincro
Kiev 2021: 3º posto nella piattaforma sincro.